# Ribagnac
Ribagnac är en kommun i departementet Dordogne i regionen Nouvelle-Aquitaine i sydvästra Frankrike. Kommunen ligger i kantonen Sigoulès som tillhör arrondissementet Bergerac. År 2022 hade Ribagnac 334 invånare.

## Befolkningsutveckling
Antalet invånare i kommunen Ribagnac
Referens:INSEE